# 冬のバラード
「冬のバラード」（ふゆのバラード）は、FIELD OF VIEWの14枚目のシングル。

## 解説
- 初の本格的なバラード曲をA面に据えたシングルである。
- FIELD OF VIEWの最後の8cmシングル。ジャケット写真は根岸森林公園で撮影された。
- デビューから続けてきたブリティッシュロックなどのバンドサウンドから、デジタルサウンドを初めて取り入れた作品。
- 2025年4月時点、カップリングはアルバム未収録。

## 収録曲
1. 冬のバラード
作詞：小田佳奈子　作曲：多々納好夫　編曲：池田大介
TBS系「心の扉」エンディングテーマ
ミュージックビデオは群馬県の赤城山で撮影された。
2. 僕らの冬を始めよう
作詞・作曲：浅岡雄也　編曲：池田大介
テレビ東京系列で放送されていた音楽バラエティ「ソングライトSHOW!!」に浅岡と小橋でゲスト出演した際、「雪」をテーマに製作されることになった楽曲。
3. 冬のバラード（オリジナルカラオケ）

## 収録アルバム
- CAPSULE MONSTER (#1)
- FIELD OF VIEW BEST 〜fifteen colours〜 (#1)
- the FIELD OF VIEW BEST 2001 Limited Edition of Asia (#1)
- Memorial BEST 〜Gift of Melodies〜 (#1)
- complete of FIELD OF VIEW at the BEING studio (#1)
- FIELD OF VIEW 25th Anniversary Extra Rare Best 2020 (#1)